# Megasporoporia cavernulosa
Megasporoporia cavernulosa är en svampart som först beskrevs av Miles Joseph Berkeley, och fick sitt nu gällande namn av Leif Ryvarden 1982. Megasporoporia cavernulosa ingår i släktet Megasporoporia och familjen Polyporaceae.   Inga underarter finns listade i Catalogue of Life.